# Пам'ятки архітектури Глухівського району
У Глухівському районі Сумської області на обліку перебуває 15 пам'яток архітектури.
| №  | Назва                                | Дата спорудження | Місце                             |
| -- | ------------------------------------ | ---------------- | --------------------------------- |
| 1  | Покровська церква                    | 1737–1741        | с. Білокопитове                   |
| 2  | Глухівсько–Петропавлівський монастир | XVII–XIX ст.     | с. Будища                         |
| 3  | Покровська церква                    | 1771             | с. Годунівка                      |
| 4  | Миколаївська церква                  | XIX ст.          | с. Гудове                         |
| 5  | Георгіївська церква                  | 1820             | с. Дунаєць                        |
| 6  | Покровська церква                    | 1903             | с. Некрасове                      |
| 7  | Покровська церква                    | 1820             | с. Первомайське                   |
| 8  | Миколаївська церква                  | 1796             | с. Полошки                        |
| 9  | Миколаївська церква                  | 1743–1757        | с. Сваркове                       |
| 10 | Глинська пустинь                     | XVIII–XIX ст.    | с. Соснівка                       |
| 11 | Миколаївська церква                  | 1796–1906        | с. Сопич                          |
| 12 | Успенська церква                     | 1861             | с. Старикове                      |
| 13 | Іллінська церква                     | 1818             | с. Суходіл                        |
| 14 | Георгіївська церква                  | 1866             | с. Ходине                         |
| 15 | Іллінська церква                     | 1904             | смт Шалигине, колишнє с. Ковіньки |